# Volkswagen Passat B3
Volkswagen Passat B3 — третє покоління автомобілів сімейства Passat, що отримало умовне позначення В3 (35i).
Загальний обсяг виробництва Passat B3 приблизно 1 926 400 автомобілів з 1988 по 1993 рр. Зміна моделі на Passat B4 відбулась у жовтні 1993 р.

## Опис

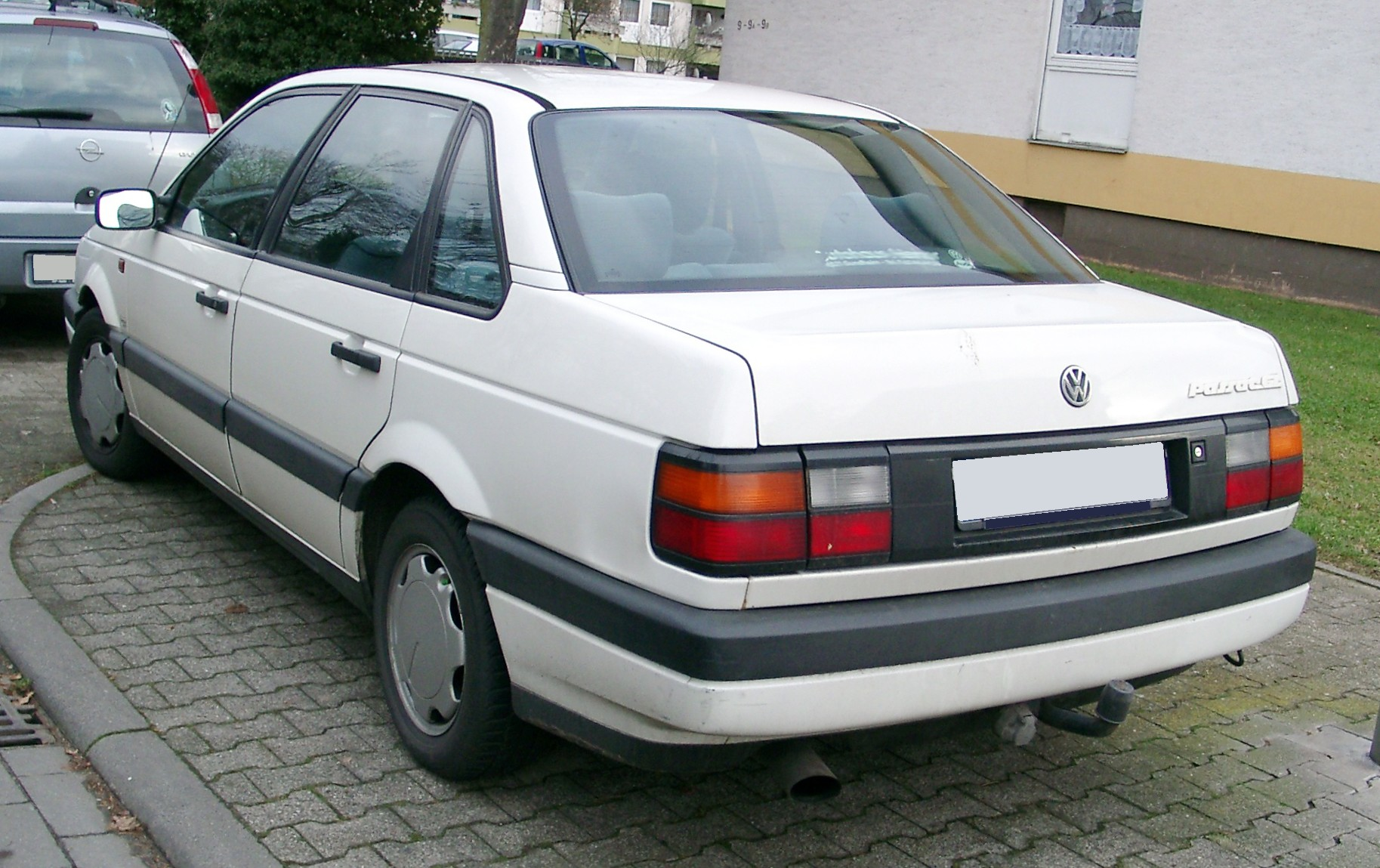
Volkswagen Passat B3

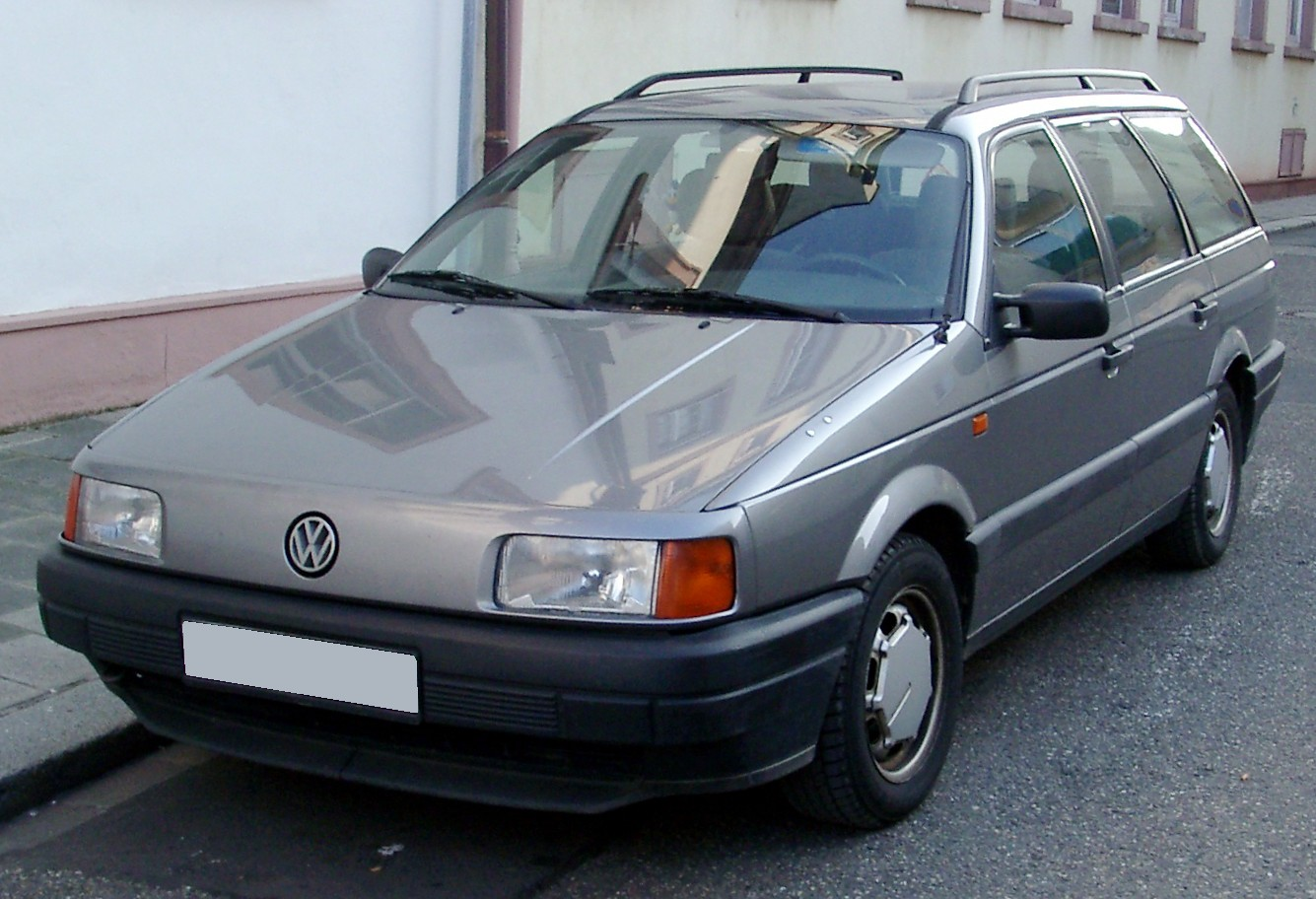
Volkswagen Passat B3 Variant

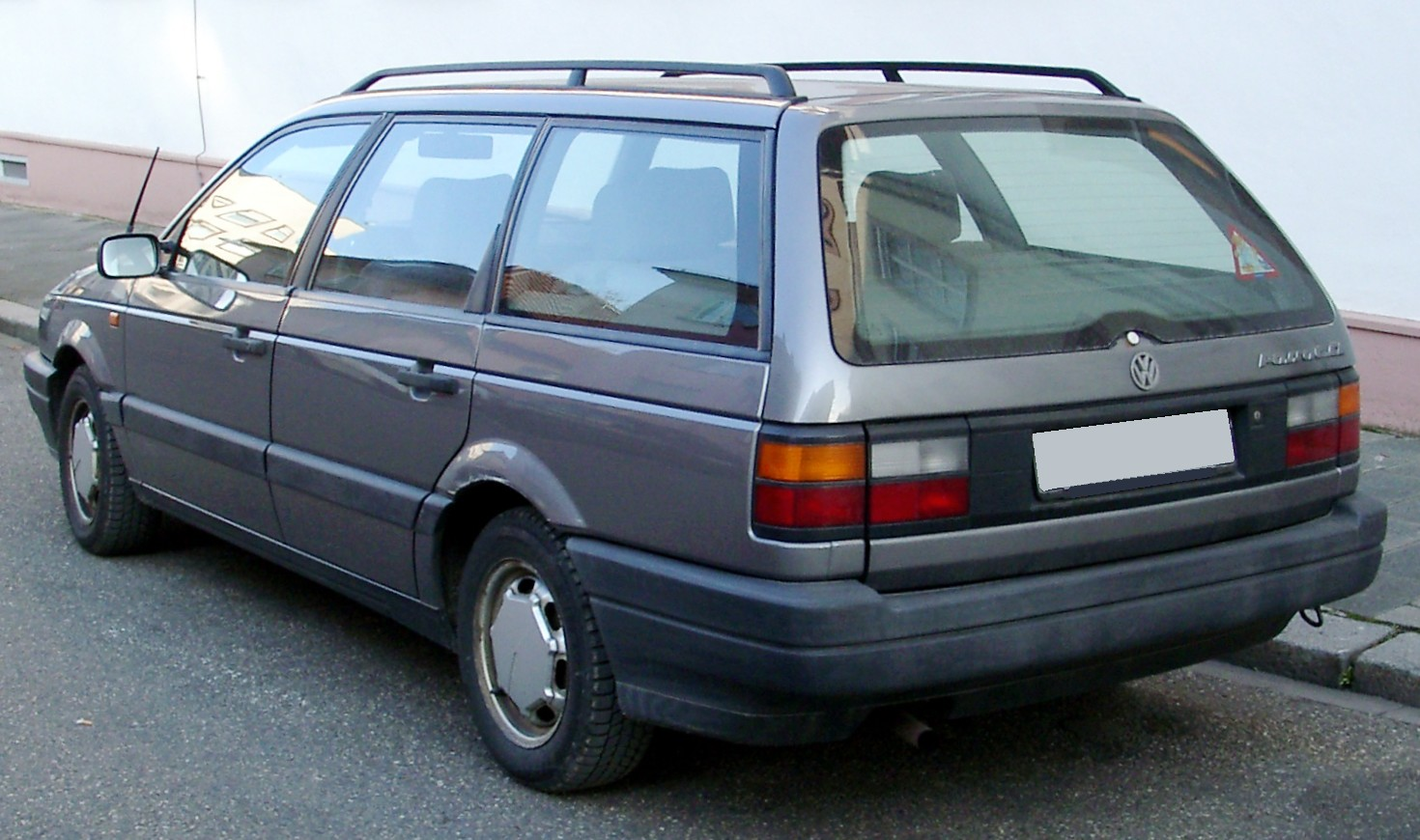
Volkswagen Passat B3 Variant

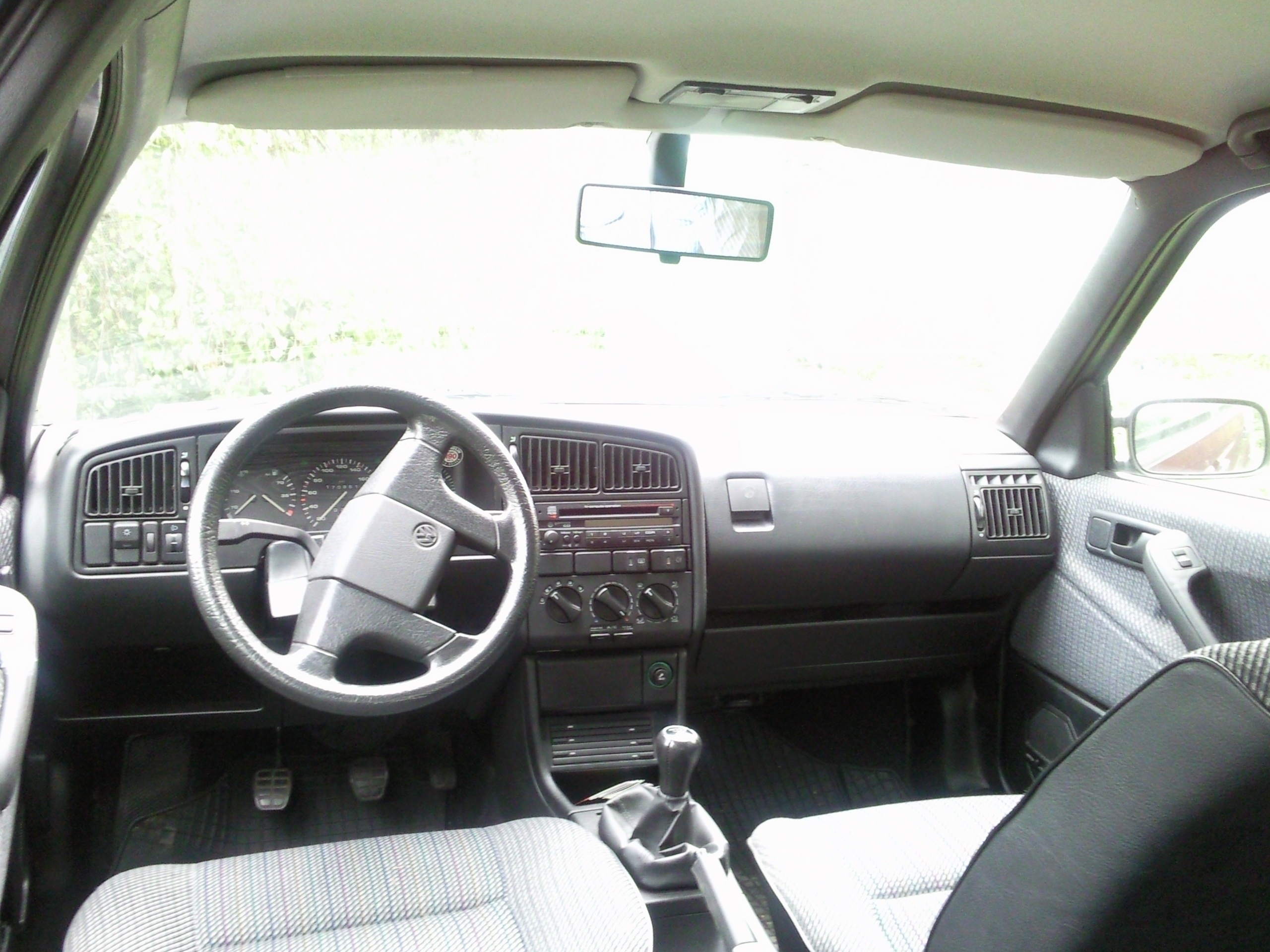
Салон

Третє покоління Passat надійшло в продаж у Європі в лютому 1988 року (у Північній Америці в 1990 році, а в Південній у 1995 році). Відмінними рисами автомобіля стали блок-фари і відсутність решітки радіатора. Це був перший поперечно-моторний Passat, побудований на власній платфомі Volkswagen, який не має нічого спільного з платформою B3 Audi. Автомобіль, хоча і позначений як B3, був заснований на платформі A, яка використовувалася для моделі Volkswagen Golf. Це покоління Passat мало всього 2 типу кузова: чотирьохдверний седан або п'ятидверний універсал. Модель іменувалася Passat на всіх ринках.
У 1989 році випустили повноприводну модифікацію syncro. В даній модифікації, при буксуванні передніх коліс віскомуфта на короткий час підключає привід задніх коліс. Автомобіль цього покоління має стандартний дорожній просвіт і двигун розташований в поперечному положенні.
Гамма моторів, що встановлюються на Passat B3, включала в себе як бензинові, так і дизельні силові агрегати, з наддувом і без. Список комплектацій на європейському ринку включав:
- CL (Classic) — базова комплектація, але все ж пропонувалися деякі опції.
- GL (Grand Lux) — багатша комплектація з бамперами і дзеркалами в колір кузова, більш зручний салон і доступні будь-які опції.
- GT (Grand Turismo) — спорт-версія, що включає в себе інжекторний двигун, широкий пластиковий обвіс, спортивні сидіння, дискові гальма а також будь-які опції.
- GLX — комплектація для Америки, найбагатша в базі — двигун або 16V, або VR6, автоматичні електроремені безпеки з псевдоінтеллектом, внутрішня оббивка багажника для седанів, увігнутий кермо, габарити в поворотниках, передній бампер без штатного місця для номера, в більшості шкіряний салон. Так само будь-які опції, плюс спеціальні: захисні бруси для колін, скляний люк, круїз-контроль.

Існували також модифікації з потужними моторами позначаються спеціальними табличками:
- 16V двигун з 16-клапанною головкою, об'ємом 1.8 або 2.0 л.
- G60 двигун об'ємом 1.8 л. з приводним нагнітачем G60 і системою повного приводу Syncro
- VR6 двигун має 6 циліндрів з VR-образної компонуванням
- 16V G60 вона ж Limited найпотужніша заводська модифікація (потужність — 211 к.с. крутний момент — 252 Нм)

На вибір пропонувалася 5-ступінчаста механічна коробка передач або 4-ступінчаста автоматична КПП.
Серійне виробництво Passat B3 повністю зупинено у жовтні 1993 року, він був замінений новим Passat B4.

### Passat B3 G60
Спочатку позначення G60 використовувалось для позначення спортивної модифікації Golf II, що виготовлялася в дуже невеликій кількості, пізніше з'явилася версія Passat B3 G60 з двигуном від Volkswagen Golf 2 G60 об'ємом потужністю 118 кВт (160 к.с.). Passat B3 G60 розганявся до 215 км/год. Від серійних моделей автомобіль відрізнявся червоним логотипом G60 з переду і ззаду та оригінальними 15-дюймовими легкосплавними дисками.